# Bolszaja Aziszskaja pieszczera
Bolszaja Aziszskaja pieszczera (ros. Большая Азишская пещера) – jaskinia położona w Kraju Krasnodarskim, w rejonie apszerońskim, w międzyrzeczu rzek Biełej i Kurdżyps. Wejście do jaskini znajduje się w masywie o formie płaskowyżu, 500 m od drogi asfaltowej Majkop – Łagonaki. Razem z jaskinią Małaja Aziszska tworzą system jaskiniowy. Odległość między tymi dwiema jaskiniami wynosi 50 metrów. Stopień trudności 2А (rosyjski).

## Dane ogólne
Jaskinia jest znana od 1911, ale tylko w 1987 została przygotowana jako obiekt turystyczny. Bolszaja Aziszskaja ma długość ponad 640 m. Z nich do zwiedzania turystycznego przygotowano 220 m jaskini. Jaskinia składa się z przestronnych, wielokondygnacyjnych galerii i dużych sal. Pod względem piękna i wielkości przewyższa wiele kompleksów podziemnych. Jaskinia wyposażona jest w dróżki piesze, drabinki i ogrodzenia, jest wygodna i bezpieczna do zwiedzania. Jest światło elektryczne.
Jaskinia znajduje się wśród lasów bukowo-jodłowych w południowej części pasma Azisz-Tau. Jaskinia jest utworzona z późnojurajskich wapieni dolomitycznych, które mają słabe nachylenie około 5 stopni na północny zachód. Wejście do jamy to pionowa studnia. Dziura ta powstała w wyniku osunięcia części stropu górnej sali. Sala wejściowa to górne piętro jaskini. Wyraźnie wyróżniają się jeszcze dwa poziomy. Na dnie najniższego płynie strumień, w końcu galerii spadający z półki wodospadowej i jeszcze za kilka metrów znikający w wąskich pęknięciach.
W 1987 dokonano próby przejścia dalej i dalej strumieniem, poniżej wodospadu, ale skończyła się nieudanie. Cała jaskinia składa się z kilku dużych sal i galerii dolnego piętra, którą płynie rzeka podziemna. Bolszaja Aziszskaja jest bogata w formy naciekowe. Są to kolumny, duże (kilka metrów) stalaktyty i stalagmity. Stalaktyty często formują się w łańcuchy, ciągnące się dokładnie pod przecinającymi jaskinię pęknięciami. W jednej z sal są nawet dwie równoległe względem siebie rzędy kolumn, które tworzą coś w rodzaju korytarza lub przejścia. Piękne poprzeczne nacieki są nad półką prowadzącą z górnej sali w dół.
Ciekawą formą jaskini są płyty kalcytowe utworzone zapewne w dawnej podziemnej rzece lub jeziorze. Po odpłynięciu wody część z nich pozostała w pozycji horyzontalnej, a część zawaliła się. Na pochyłych, zawalonych płytach dały radę wyrosnąć stalagmity wysokości do 50 cm i więcej .
Jaskinia została ogłoszona pomnikiem przyrody w 1973.